# Peret
Peret, eigenlijke naam Pedro Pubill Calaf (Mataró, 24 maart 1935 – Barcelona, 27 augustus 2014) was een Spaanse zanger. Hij werd vooral bekend door zijn zomerhit Borriquito.

## Biografie
Peret werd geboren als zoon van een verkoper. In 1947 maakte hij op 12-jarige leeftijd zijn muzikaal debuut op een kinderfestival, als helft van het duo "Los Hermanos Montenegro". Dat jaar nam hij ook een singletje op, maar dat bleef onopgemerkt. Net als zijn vader werd Peret verkoper, maar in die periode bleef hij wel zingen en gitaar spelen. Zo werd hij langzamerhand bekender in Catalonië. In 1957 trouwde hij met Fuensanta, een zigeunerin aan wie hij later het nummer Mi Santa opdroeg.
In de jaren 60 brak Peret door bij het grote publiek in Spanje. Hij werd vooral bekend om de manier waarop hij gitaar speelde. Hij gebruikte voor- en achterkant van de klankkast om ritmisch op te trommelen. Verder zwaaide hij de hals van zijn gitaar van links naar rechts en liet hij de gitaar ooit één of twee rondjes om zijn as draaien. Zijn stijl werd later El ventilador (De ventilator) genoemd. Naast muzikant was Peret ook filmacteur. Zijn acteerdebuut maakt hij in Los Tarantas, een film uit 1963.
In 1971 was Perets nummer Borriquito een zomerhit in enkele Europese landen. In Duitsland, Nederland en Vlaanderen stond het op nummer 1 in de hitparade. In de Daverende Dertig stond het nummer 8 weken op de eerste plaats. Borriquito is het Spaanse woord voor ezeltje. Buiten Spanje bleef het bij die ene hit. In Nederland werd nog een ouder nummer van Peret: Voy voy uitgebracht, maar dat bleef steken op nummer 22 in de Veronica Top 40 en op nummer 16 in de Daverende Dertig. In 1974 probeerde hij nogmaals Europees door te breken op het Eurovisiesongfestival, maar zijn nummer Canta y sé feliz eindigde op de negende plaats. De Zweedse groep Abba werd dat jaar eerste met Waterloo.
De koning van de rumba, zoals Peret in eigen land genoemd werd, stopte in 1982 met zijn muzikale carrière. Hij trad toe tot de Evangelische Kerk Philadelphia. Pas in 1991 nam hij weer een nieuw album op. Hij liet zijn geloof echter niet in de steek. Dat was onder meer te merken aan Jesús de Nazaret, een cd uit 1996. In 1992 stond Peret nog één keer in de internationale belangstelling, toen hij mocht zingen op de slotceremonie van de Olympische Spelen in Barcelona. Daarna dook Peret nog maar sporadisch op in de publiciteit.

## Discografie

### Singles
| Single met eventuele hitnotering(en) in de Nederlandse Top 40 | Datum van verschijnen | Datum van binnenkomst | Hoogste positie | Aantal weken | Opmerkingen              |
| ------------------------------------------------------------- | --------------------- | --------------------- | --------------- | ------------ | ------------------------ |
| Borriquito                                                    |                       | 31-7-1971             | 1               | 13           | #1 in de Single Top 100  |
| Voy voy                                                       |                       | 4-9-1971              | 22              | 5            | #16 in de Single Top 100 |
| Canta y sé feliz                                              |                       | 13-4-1974             | tip             |              |                          |

| Single met hitnotering(en) in de Vlaamse Ultratop 50 | Datum van verschijnen | Datum van binnenkomst | Hoogste positie | Aantal weken | Opmerkingen      |
| ---------------------------------------------------- | --------------------- | --------------------- | --------------- | ------------ | ---------------- |
| Borriquito                                           |                       | 1971                  | 1               |              | in de BRT Top 30 |

### NPO Radio 2 Top 2000
| Nummer met noteringen in de NPO Radio 2 Top 2000 | '99  | '00  |
| ------------------------------------------------ | ---- | ---- |
| Borriquito                                       | 1722 | 1922 |

1. ↑  Een vetgedrukt getal geeft de hoogste notering aan.
2. ↑  Deze tabel is bijgewerkt tot en met de laatste editie (2024).